# Osmanthus delavayi
Espèce
Classification phylogénétique
Osmanthus delavayi, l'Osmanthe de Delavay, est une espèce de plantes à fleurs de la famille des Oleaceae. C'est un arbuste à feuillage persistant originaire de Chine, et plus précisément du Yunnan, où il fut découvert vers 1880. Il est introduit dans nos jardins. Pour les anglophones, c'est le Delavay tea olive.

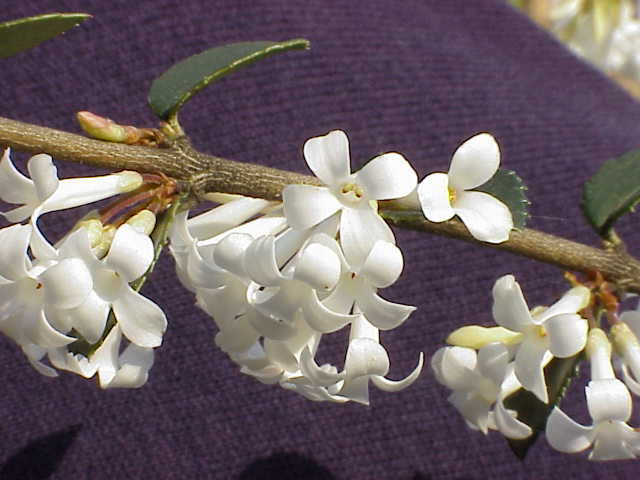
Fleurs d'Osmanthe de Delavayi.

## Description

### Appareil végétatif
C'est un buisson, dans nos régions, qui ne dépasse pas 1 à 1,5 m, sa croissance est lente. Dans sa région d'origine, c'est un arbuste de 2 à 6 m de haut.
Son feuillage est vert foncé, ses feuilles sont dentelées et brillantes, coriaces lancéolées-ovales ou largement ovales. Elles sont opposées, décussées.

### Appareil reproducteur
Ses fleurs blanches sont regroupées en grappes odorantes. Son fruit est une petite drupe noire bleutée.

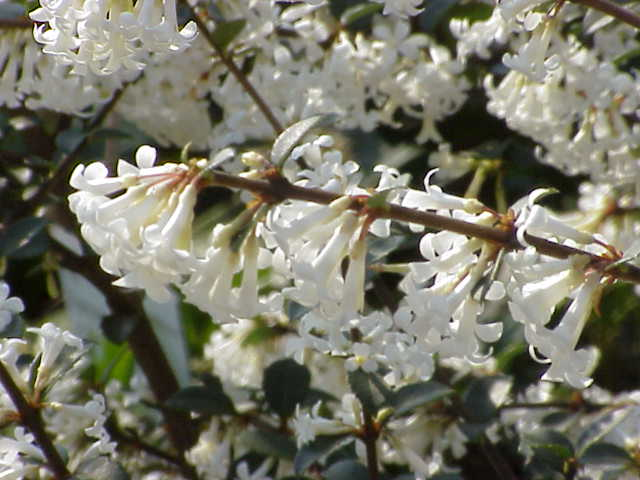
Fleurs et feuillage d'osmanthe de Delavay.

## Synonymes botaniques
- Ligustrum phillyrea H. Léveillé
- Siphonosmanthus delavayi (Franchet) Stapf.

## Usage horticole
L'Osmanthe de Delavay est un buisson décoratif très apprécié dans nos jardins pour la décoration. Son odeur rappelle celle du Jasmin.
On le multiplie par marcottage. Sa transplantation se fait en automne ou au printemps.
Prévoir un sol riche et drainé, au soleil ou à mi-ombre.
Pour l'entretien, prévoir une taille de nettoyage après floraison.
Osmanthus × burkwoodii
Osmanthus × burkwoodii (Burkwood & Skipwith) P.S. Green est un hybride de Osmanthus decorus × Osmanthus delavayi, (syn. ×Osmarea burkwoodii) décrit par Peter Shaw Green en 1972 dans Kew Bulletin 26: 489.

## Sources
Pour un article plus général, voir Osmanthus.